# Sultanaat Bijapur
Het sultanaat Bijapur was van de 15e tot de 17e eeuw een zelfstandig sultanaat in het zuiden van India (zuiden van het huidige Maharashtra en noorden van Karnataka). Het was een van de vijf sultanaten van de Dekan, waar islamitische sultans over een in grote meerderheid hindoeïstische bevolking heersten. Het sultanaat Bijapur is genoemd naar de hoofdstad Bijapur. Het werd gesticht in 1490, als afsplitsing van het Bahmanidenrijk. In 1686 werd het door Mogolkeizer Aurangzeb veroverd en aan diens rijk toegevoegd. De sultans van Bijapur behoorden tot de Adil Shahi-dynastie.

## Geschiedenis

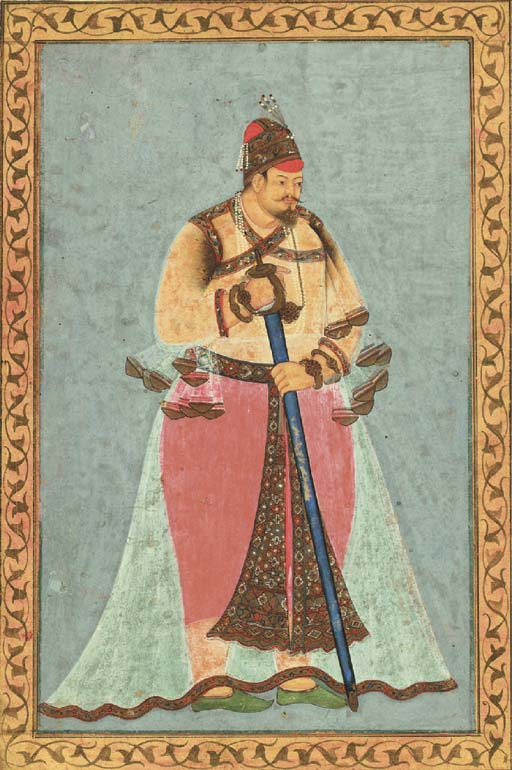
Miniatuur, in Dekanstijl, van sultan Ibrahim Adil Shah II van Bijapur (1580-1627).

Als stichter van het sultanaat wordt Yusuf Adil Shah (1490-1510) beschouwd, onder de Bahmaniden de gouverneur van de provincie Bijapur. Gebruik makend van de zwakte van de Bahmanidensultan (Mahmud IV) stelde Adil Shah zich op als zelfstandig heerser. Tegen het einde van zijn regering besloeg zijn rijk het zuiden van Maharashtra, het noordwesten van Karnataka en Goa. Zowel Yusuf Adil Shah als zijn opvolger Ismail Adil Shah (1510-1534) lieten zich nog niet "Adil Shah" noemen, maar "Adil Khan". De titel khan had een lagere, niet noodzakelijk koninklijke status dan de titel shah.
Onder Ismail Adil Shah werd grondgebied verloren aan de Portugezen (Goa, 1510), het Vijayanagararijk in het zuiden en het sultanaat Ahmednagar in het noorden. Tussen 1557 en 1564 moest de sultan van Bijapur de vorst van Vijayanagara zelfs als meerdere erkennen en schatting betalen. In 1564 kwam echter een einde aan de vijandschap met Ahmednagar, toen vier van de Dekansultanaten (Bijapur, Ahmednagar, Bidar en Golkonda) zich verbonden tegen Vijayanagara. In de Slag bij Talikota werd Vijayanagara beslissend verslagen. In de daaropvolgende decennia veroverden de sultans van Bijapur in het zuiden grote gebieden op Vijayanagara. Een poging om Goa terug te winnen op de Portugezen, met hulp van Ahmednagar en Calicut, mislukte echter in 1570.
Zowel cultureel als politiek was het sultanaat Bijapur op zijn hoogtepunt tijdens de regeringen van Ibrahim Adil Shah II (1580-1627) en Mohammed Adil Shah (1627-1656). In 1619 werd het naburige sultanaat Bidar in het oosten onderworpen. Tussen 1615 en 1621 was Bijapur bondgenoot van Ahmednagar tegen de Mogols, die in het noorden een groot rijk veroverd hadden. Tussen 1621 en 1623 voerden Bijapur en Ahmednagar echter oorlog.
De Mogolkeizer Shah Jahan zond in 1635 een groot leger naar de Dekan om de stabiliteit aan de zuidelijke grenzen van zijn rijk te garanderen. Vanwege de militaire overmacht van de Mogols zag Mohammed Adil Shah zich genoodzaakt de Mogolkeizer als zijn meerdere te erkennen. Bijapur werd politiek verbonden en schatplichtig aan de Mogols. Tussen 1638 en 1652 breidde Bijapur desondanks zijn macht nog verder uit naar het zuiden. In 1656 overleed Mohammed Adil Shah, om te worden opgevolgd door Ali Adil Shah II, nog een kind. De Mogols gebruikten geruchten dat de nieuwe sultan niet Mohammeds zoon was als excuus om opnieuw binnen te vallen. In 1657 viel een groot leger onder Aurangzeb (zoon van keizer Shah Jahan) en Mir Jumla de Dekan binnen. De vestigingen Bidar en Kaliani werden na belegeringen veroverd. Door intrige werd de ondergang echter afgewend. Afgezanten van Bijapur sloten dankzij de interventie van Dara Shikoh, een andere zoon van de Mogolkeizer, een vredesverdrag. Dara Shikoh voorkwam op deze manier een zege van zijn rivaal Aurangzeb.
In de tweede helft van de 17e eeuw ontstond een nieuwe rivaal met de opkomst van de Maratha's in het gebied ten noorden van Bijapur. In 1666 overvielen de Maratha's de hoofdstad Bijapur. Door deze nieuwe bedreiging verzwakt was Bijapur niet opgewassen tegen een nieuwe inval van de Mogols in 1686, opnieuw onder Aurangzeb, die inmiddels keizer was. Na een langdurig beleg viel de hoofdstad Bijapur. Aurangzeb voegde het sultanaat daarop toe aan zijn rijk.